# Fritz Becker (Fußballspieler)
Fritz Heinrich Becker (* 13. September 1888 in Bockenheim, heute zu Frankfurt am Main; † 19. Februar 1963 in Frankfurt am Main) war ein deutscher Fußballspieler. Der 19-jährige Angreifer der Frankfurter Kickers gehörte der ersten deutschen Nationalmannschaft an, die am 5. April 1908 gegen die Schweiz spielte. Bei der 3:5-Niederlage in Basel erzielte Becker zwei der deutschen Tore, darunter das erste Tor in Deutschlands Länderspielgeschichte.

## Laufbahn
Fritz Becker begann seine Fußballkarriere bei Frankfurter FC Germania 1894, bevor er ab 1904 bei den Frankfurter Kickers und ab der Fusion 1911 beim Frankfurter Fußballverein, einem Vorläuferverein von Eintracht Frankfurt, spielte. Als 16-Jähriger spielte er auf der „Hundswiese“ unter dem Namen „Penne“. Aufgrund seiner Quirligkeit wurde er „Knäuel“ gerufen. Er spielte auf der Position des Verbindungsstürmers – heute würde man ihn wohl als Regisseur bezeichnen. Er war Primaner der sportbegeisterten Frankfurter Klinger-Oberrealschule. Außerdem galt er als guter Leichtathlet, dessen Stärken vor allem im Sprint lagen.
Am 5. Mai 1907 empfing eine Frankfurter Stadtauswahl auf dem Hermannia-Platz im Ostpark den amtierenden englischen Ligameister Newcastle United. Die Frankfurter Kickers wurde dabei von ihrem Sturmtrio Bertrand, Fritz Becker und Fay vertreten. Das Spiel endete 6:2 für Newcastle, beide Frankfurter Tore erzielte Becker. Nach ersten Rängen in der Nordkreis-A-Klasse (1911/12) beziehungsweise 1912/13 und 1913/14 in der Nordkreis-Liga-Klasse nahm Becker mit seinen Mannschaftskameraden auch an den Spielen um die Süddeutsche Meisterschaft 1912 bis 1914 teil.
Becker berichtete später laut Matheja über die abenteuerlichen Umstände seiner Nominierung zum ersten deutschen Länderspiel am 5. April in Basel gegen die Schweiz: „Nach der Veröffentlichung in der Zeitung habe ich damals über eine Woche lang nichts mehr von meiner Aufstellung für den Länderkampf gehört. Zwei in Frankfurt ansässige Mitglieder des DFB-Vorstandes bzw. des VSFV konnten mir lediglich bestätigen, dass es mit meiner Nominierung zum Länderspiel seine Richtigkeit habe. Endlich kam dann am Donnerstag (am darauf folgenden Sonntag fand das Spiel statt, d.V.) die sehnlichst erwartete Nachricht vom DFB. Ich hatte natürlich gehofft, in diesem Schreiben etwas über einen gemeinsamen Treffpunkt, den Reiseweg, die Fahrkarte usw. zu erfahren. Aber weit gefehlt! (…) Die Situation wurde langsam brenzlig, als auch in den nächsten 24 Stunden keinerlei Nachricht vom DFB eintraf, und ich am Freitagmittag noch nicht wusste, wie ich überhaupt nach Basel kommen sollte. Die Freude, an dem großen Ereignis teilnehmen zu können, wurde allmählich von dem Gedanken verdrängt, dass bei der Sache etwas nicht stimmen könne. (…) Dann kam endlich am Freitagnachmittag, also nicht einmal 24 Stunden vor der Abfahrt des Zuges nach Basel, der Schlussbescheid. Kurz und bündig: Am Samstag würde mir an der Bahnsteigsperre (Zug kommt aus Berlin) die Fahrkarte zur Reise nach Basel ausgehändigt. Man kann nicht sagen, dass die Nachricht des DFB sehr ausführlich und eindeutig war. Aber ich habe mich dann doch anweisungsgemäß an der Bahnsteigsperre vor dem Zug, der gegen zwei Uhr aus Berlin kam, aufgebaut. Als das Ein- und Aussteigen der Reisenden vorüber war, stand ich noch immer an der Bahnsteigsperre; nicht wie ein stolzer Nationalspieler, sondern ein beinahe Verzweifelter. (…) Die Rettung brachte schließlich ein älterer Herr, schweißgebadet wie ich, den ich nicht kannte und noch nie in meinem Leben gesehen hatte. Sichtlich erleichtert war er, als ich ihm auf seine Frage: 'Sind Sie das Beckerche aus Frankfurt?' mit 'Ja' antworten konnte. Die Zeit reichte gerade noch aus, mir eine Fahrkarte in die Hand zu drücken und zuzurufen, er säße vorne bei den Berlinern. Ich habe es gerade noch geschafft, dem Ruf des Zugführers: 'Einsteigen und die Türen schließen!' Folge zu leisten.“
Vor dem Spiel in Basel war es zwischen den beiden für die Aufstellung verantwortlichen DFB-Gremien „Bundesvorstand“ sowie „Bundesspielausschuss“ zu erbitterten Streitigkeiten gekommen, die sich um die Frage der Auswahlmodalitäten drehten. Nach langer Diskussion hatte man sich schließlich im Februar 1908 auf einem in Hannover abgehaltenen außerordentlichen Bundestag geeinigt, Spieler nur aus „jenen Teilen Deutschlands einzuladen, in denen bereits geordnet Fußball gespielt wird“ und „die Aufstellung von Fall zu Fall in der Art vorzunehmen, dass Bundesvorstand und Bundesausschuss gemeinsam zu bestimmen haben sollten, welche Posten der deutschen Mannschaft von den einzelnen Verbänden zu besetzen wären und die Ernennung der Spieler selbst den betreffenden Verbänden zu überlassen“. Das Spiel selbst begann eine deutsche Mannschaft, der vier Süddeutsche (Arthur Hiller, Fritz Förderer, Eugen Kipp senior, Fritz Becker) drei Westdeutsche (Karl Ludwig, Gustav Hensel, Willy Baumgärtner), zwei Mitteldeutsche (Walter Hempel, Ernst Jordan), ein Norddeutscher (Hans Weymar) und ein Berliner (Fritz Baumgarten) angehörten. Sportlich schlug sich die bunt zusammengewürfelte Mannschaft – die elf Akteure repräsentierten elf verschiedene Vereine aus neun Städten – durchaus achtbar und ging durch einen Abstauber von Fritz Becker nach fünf Minuten sogar mit 1:0 in Führung. Am Ende trugen die Eidgenossen vor rund 4.000 Zuschauern zwar mit 5:3 den Sieg davon, doch das war einerlei. Entscheidend war, dass der Auftakt endlich gemacht war.
Es blieb für Becker bei diesem einen Länderspiel. Seine letzten Ligaspiele trug Becker in der Saison 1920/21 für die Eintracht in der Kreisliga Nordmain aus, als am Rundenende auch der Meisterschaftserfolg glückte. Er schlug später eine Verwaltungslaufbahn ein und wurde Amtsrat. Nach Beendigung seiner aktiven Zeit war er lange Jahre im Spielausschuss der Eintracht tätig und wurde schließlich zum Ehrenspielführer der Adler-Elf ernannt.
Am 2. Oktober 1939 beantragte er die Aufnahme in die NSDAP und wurde zum 1. Dezember desselben Jahres aufgenommen (Mitgliedsnummer 7.321.582).